# Lenguas nguni
Nguni es un grupo de lenguas habladas en el sur de África incluyendo el idioma isiZulú, el isiXhosa, el swati, y el ndebele.
Este grupo de lenguas bantúes tiene como característica común que la raíz -ntu significa un hombre.
Nguni es realmente un término artificial, que sugiere una unidad étnica, lo cual no es cierto. Otra división, también artificial, divide a las lenguas nguni en nguni del norte, incluyendo al idioma zulú y al swazi, y el nguni del sur que incluiría el xhosa, thembu, el mfengu, el mpondo y el mpondomise.

## Comparación léxica
Los numerales para diferentes lenguas nguni son:
| GLOSA | Swazi                 | Xhosa      | Zulú         | Ndebele     | PROTO- NGUNI |
| ----- | --------------------- | ---------- | ------------ | ----------- | ------------ |
| '1'   | ɲɛ́                    | ɲɛ̀         | dwa          | -ɲɛ         | *nwe         |
| '2'   | -ɓilí                 | mbìní      | ɓiːli        | -ɓili       | *(m-)ɓili    |
| '3'   | -ʦʼâtfʼu              | ntʼátʰù    | tʰaːtʰu      | -tʰatʰu     | *(n-)tʼatʰu  |
| '4'   | -nɛ                   | nɛ̀         | ne           | -nɛ         | *nɛ          |
| '5'   | siɬánu                | ntɬʼànù    | ɬe           | -ɬanu       | *(n-)tɬanu   |
| '6'   | -sipʰóɬôŋo/ sitfʼûpʰa | ntʼándátʰù | isitʰuːpʰa   | isitʰupʰa   | *sitʰupʰa(?) |
| '7'   | sikʰombisa            | síǁʰɛ̀ŋǁɛ̀   | isikʰombiːsa | isikʰombisa | *sikʰombisa  |
| '8'   | sipʰɔɬɔŋɔ             | síb̤ɔ̀zɔ́     | 10-2         | 10-2        |              |
| '9'   | lifiǀa                | lítʰɔ̀ɓá    | 10-1         | 10-1        |              |
| '10'  | liʃumi                | lîʃûmì     | iʃuːmi       | *itʃumi     | *li-ʃumi     |